# Essaïd Abelouache
Essaïd Abelouache (23 d'agost de 1985) és un ciclista marroquí.

## Palmarès
- 2013
  - 1r al Gran Premi Sakia El Hamra
  - Vencedor de 2 etapes a la Volta al Marroc
- 2014
  - 1r al Gran Premi Sakia El Hamra
  - Vencedor d'una etapa al Tour d'Algèria
- 2015
  - 1r al Gran Premi Oued Eddahab
  - 1r al Trofeu de l'Aniversari
- 2016
  - 1r al Tour de Sétif i vencedor d'una etapa
  - Vencedor d'una etapa al Tour d'Annaba
  - Vencedor d'una etapa al Tour de Mersin